# Ivan Jilemnický
Ivan Jilemnický (23. května 1944 Hořice v Podkrkonoší – 3. května 2012 Praha) byl český sochař, grafik a ilustrátor. Jako většina sochařů tesal do kamene, ale význačnou část své tvorby vyřezával motorovou pilou do dřeva. Člen sochařské skupiny Boháňka.

## Životopis

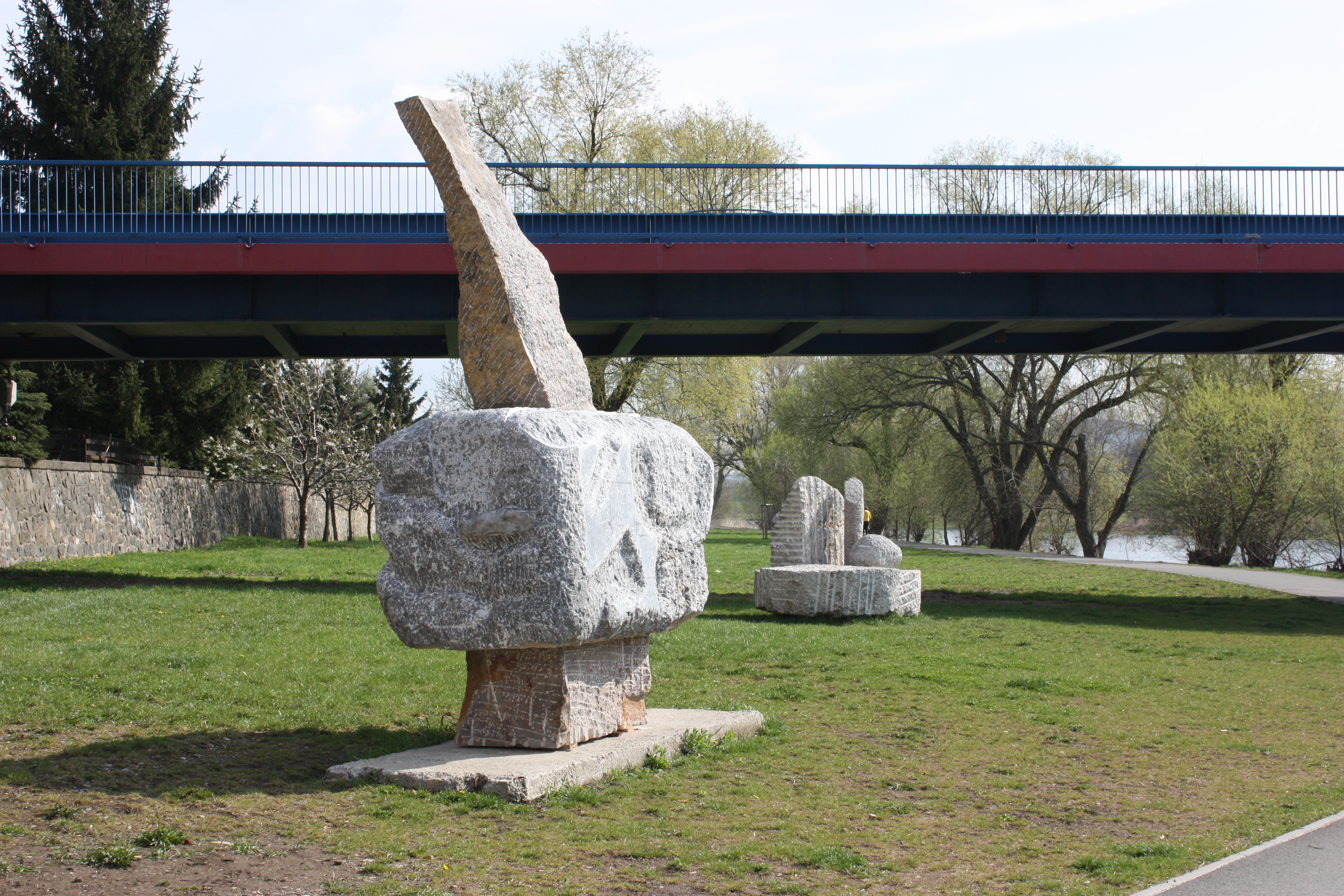
Krásná je modrá obloha II (2011) – Dobřichovice

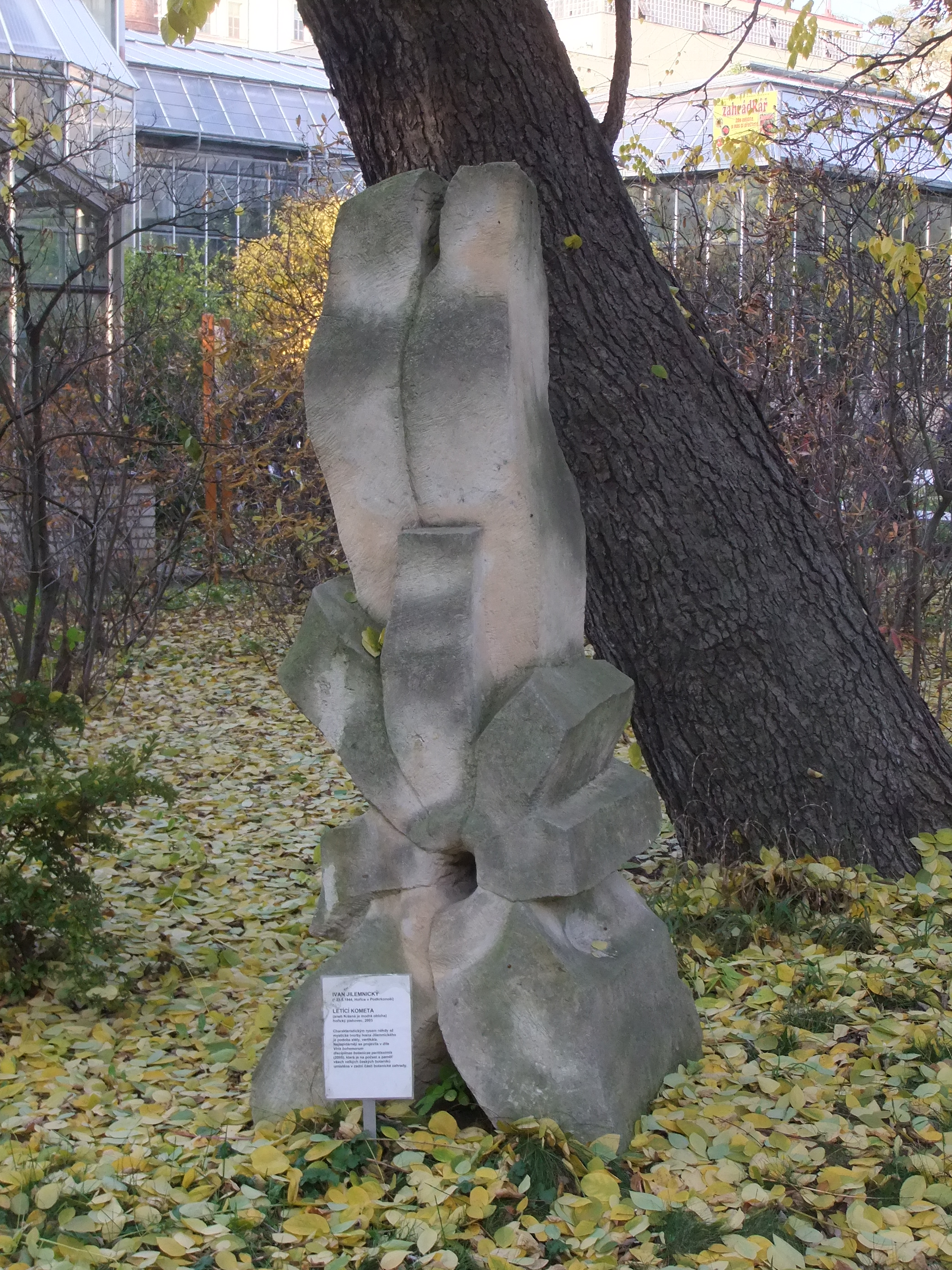
Letící kometa

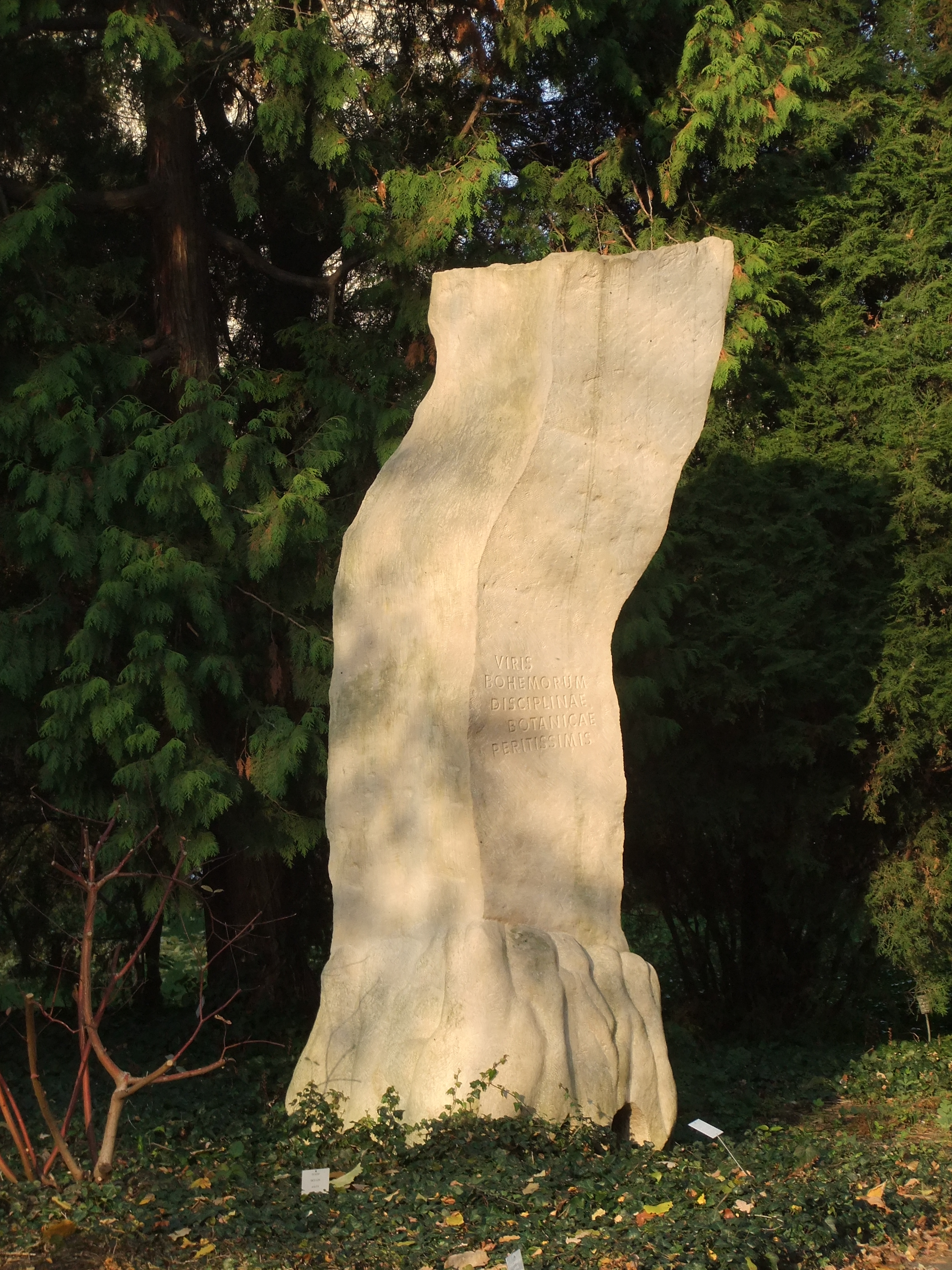
VIRIS BOHEMORUM DISCIPLINAE BOTANICAE PERITISSIMIS

V roce 1963 vystudoval Střední průmyslovou školu kamenickou a sochařskou v Hořicích. Působil jako pedagog na Lidové škole umění. Po roce 1969 mu byla z politických důvodů znemožněna normální výstavní činnost. Od roku 1990 byl členem Sdružení sochařů Čech, Moravy a Slezska. Od roku 1993 byl výtvarným redaktorem časopisu Kámen.

### Rodina
- rodiště, domov primární rodiny: Hořice
- rodiče: středoškolští profesoři; otec Alois Jilemnický – pedagog, regionální historik, novinář a spisovatel (Kámen jako událost)
- sestra: Ellen Jilemnická (o dva roky mladší, rovněž sochařka)
- manželka: Ivana Jilemnická (narozena v Plzni[1], zemřela 2015)
- děti: syn Tadeáš (zemřel), dcera Emilie[1]

### Náboženství
- Českobratrská církev evangelická

## Umělecká činnost
- spoluzakladatel galerie Genesis v Praze na Vinohradech
- výtvarný redaktor revue Kámen
- Člen sochařské skupiny Boháňka (Akad. soch. Ellen Jilemnická, Akad. soch. Pavel Ježek , Akad. soch. Jan Měšťan, Akad. soch. Michael Bílek, Prof. akad. arch. Petr Keil, Soch. Ivan Jilemnický, Doc. akad. soch. Pavel Jarkovský, Doc. akad. soch. Pavel Mizera, Akad. soch. Jiří Dostál).

### Některá významná díla
- 1966 Lidský strom v rozpuku, pískovec, výška 250 cm, Boháňka
- 1967 Koruna stromu pro štěstí, pískovec, výška 300 cm, Boháňka, výška 300 cm
- 1967 Nebezpečný hlídač současnosti
- 1969 Pramen vody živé (na paměť Jana Palacha)
- 1970 V zajetí hudby, pískovec, výška 200 cm, Hořice
- 1972 Pomník padlým, Vřesník
- 1973 Pomník padlým, Hrobičany
- 1973 Varhany pro Leoše Janáčka, dubové dřevo, výška 300 cm, hrad Hukvaldy
- 1974 Motýl, pískovec, výška 240 cm, Kostelec nad Orlicí
- 1974 Známka pro Jindru S., pískovec, výška 140 cm, soukromá sbírka (věnováno rytci Jindřichu Schmidtovi
- 1975 Něco nového do sbírky, pískovec, výška 150 cm, Poštovní muzeum, Vyšší Brod
- 1975 Šťastné poselství, pískovec, výška 90 cm, před vstupem do evangelické modlitebny, Hořice
- 1978 Ruce, pískovec, výška 220 cm, Nové Strašecí
- 1978 (při příležitosti Světové výstavy poštovních známek PRAGA 1978): Socha poštovní známky, nyní před Poštovním muzeem v Praze
- 1981 Aeskulapus, pískovec, výška 200 cm, koleje lékařské fakulty, Plzeň
- 1985 Studánka, pískovec, výška 180 cm, koupaliště, Velká Skrovnice
- 1988 Teofanie, lipové dřevo, výška 220 cm, evangelická modlitebna, Hořice
- 1992 Tři pruty Svatoplukovy, bukové dřevo, 120 x 500 cm, Galerie v přírodě, Deštné v Orlických horách
- 1997 Bouře a Vodopád, pískovec, výška 250 a 205 cm, park Na vinici, Praha
- 1997 Cesta vzhůru, reliéf, pískovec 60 x 80 cm, modlitebna Českobratrské církve evangelické, Praha
- 1998 Sluneční vůz, pískovec, výška 220 cm, Praha
- Botanická zahrada UK v Praze Na Slupi – dvě sochy: 2003 Letící kometa (aneb Krásná je modrá obloha) a 2005 Viris Bohemorum disciplinae botanicae peritissimis – Pomník českým botanikům
- Trmalova vila: Řečiště
- evangelické modlitebny: Hořice, Most, Praha 10 – Strašnice
- Stanovice u Kuksu, křížová cesta: Světlo v temnotách
- 2011 Symposium Dobřichovice: Krásná je modrá obloha II
- Rabasova galerie Rakovník: Východ slunce

### Účast na sympoziích
- 1965 I. sochařské sympozium mladých v lomu u svatého Vojtěcha, Hořice
- 1973 sochařské sympozium k poctě Leoši Janáčkovi, hrad Hukvaldy
- 1992 sochařské sympozium Interlegnum, Deštné v Orlických horách
- 1995 Mezinárodní sochařské sympozium, Hořice v P.
- 1998 Mezinárodní sochařské sympozium Džbán, Hředle u Rakovníka
- 2002 Mezinárodní sochařské sympozium, Klášter Hradiště nad Jizerou
- 2011 Cesta mramoru – sochařské sympozium Dobřichovice

### Zastoupení ve sbírkách
- Galerie hlavního města Prahy
- Galerie plastik v Hořicích[2]
- Rabasova galerie, Rakovník
- soukromé sbírky

### Publikace
- Společně s básníkem Pavlem Rejchrtem je spoluautorem knih:
  - Před tváří Boží: Sochy a básně, Pelhřimov 1999, ISBN 80-902584-3-3
  - Tvárnosti tušeného, Kalich, Praha 2000, ISBN 80-7017-409-9
- biografie, katalogy výstav aj:
  - Jiří Šerých, Zdeněk Hanzl: Ivan Jilemnický. Sochy ; Miroslav Rada. Obrazy a kresby – katalog, Státní galerie výtvarného umění, Náchod 1993, ISBN 80-85057-33-6
  - Kamenné poselství I. J. – katalog k výstavě ve Vojanových sadech v Praze, 1994
  - Jiří Blahota et. al: Na Kopci v Hrachovci – monografie; fotografie soch a texty autorových přátel a výtvarných kritiků, Pelhřimov 2004, ISBN 80-86559-28-9

### Film
- Režisér Petr Skala natočil v roce 1998 o Ivanovi Jilemnickém dokument Tvarosloví (Křesťanský magazín ČT)

## Pojmenování veřejných míst
Po Ivanu Jilemnickém je pojmenovaný park v Praze 10 ve Strašnicích. Je ohraničený ulicemi Černokostelecká, Na Palouku a Na Výsluní. Podnět k pojmenování dala tamní místostarostka Ivana Cabrnochová v roce 2014.

## Výstavy

### Samostatné výstavy
- 1979 Okresní galerie Jičín
- 1980 Dům V. Šolce, Sobotka
- 1982 Středočeské muzeum v Roztokách u Prahy
- 1984 Městské muzeum v Hořicích
- 1990 Sochy a kresby, Galerie K, Praha
- 1991 Galerie Genesis, Praha
- 1992 Kresby, Galerie Paseka, Praha
- 1993 Ivan Jilemnický. Sochy ; Miroslav Rada. Obrazy a kresby, Galerie výtvarného umění v Náchodě
- 1994 Kamenné poselství I.J., Vojanovy sady, Praha
- 1994 Barevné poselství I.J., Městské muzeum v Hořicích v P.
- 1995 Juniorklub Na Chmelnici, Praha
- 1998 Ivan Jilemnický, Pavel Rejchrt – sochy a obrazy Galerie města Trutnova, Trutnov
- 1999 Sochařovo biblické vyznání, zahrada Trmalovy vily v Praze-Strašnicích
- 2000 Básník dřeva a kamene, sochy I.J. a fotografie Martina Stanovského, Městské muzeum Kouřim, Paseky nad Jizerou
- 2003 Něco nového do sbírky, sochy a kresby I.J., Pošta 33, Praha 3
- 2004 Vzpomínka na Boháňku, sochy I.J., Galerie Navrátil, Praha 1
- 2004 Starozákonní zvěst, sochy I.J., Městské muzeum v Hořicích v P.
- 2004 Na kopci v Hrachovci, kamenné sochy I.J., Botanická zahrada UK Na Slupi, Praha
- 2009 Světlo tvaru, Ivan Jilemnický, Pavel Rejchrt, Galerie Atrium, Praha
- 2009 Život? Život! Galerie plastik, Hořice v P.

### Kolektivní výstavy
- 1963 Skupina Quo vadis, Nový Bydžov
- 1965 Skupina Quo vadis, Divadlo S. K. Neumanna, Praha
- 1967 Skupina Art, Galerie ČS, Brno
- 1968 ÚLUV, Praha
- 1969 Sochařská skupina Boháňka, Městské muzeum v Hořicích
- 1970 Výstava mladých, Mánes, Praha
- 1970 I. hořický salon, Městské muzeum v Hořicích
- 1972 II. hořický salon, Galerie K, Hořice
- 1984 Výstava absolventů ke 100. výročí kamenicko-sochařské školy, Hořice
- 1986 Sochařské setkání, Vojanovy sady, Praha
- 1989 Sochařská skupina Boháňka, Hořice
- 1989 Sochařská skupina Boháňka, Palác kultury, Praha
- 1989 Bienále současné československé komorní plastiky, Trenčín
- 1991 Znak a svědectví : křesťanské umění v Čechách a na Moravě, Muzeum hlavního města Prahy, Praha
- 1991 Galerie Genesis, Praha
- 1993 Sdružení sochařů Čech, Moravy a Slezska, Mánes, Praha
- 1995 Z galerie hořických sochařů, Hořice
- 1995 Starý zákon v umění, Kostel svatého Martina ve zdi, Praha
- 1996 Mezinárodní sochařské sympozium, Hořice
- 1998 90 let galerie, Městské muzeum v Hořicích
- 1998 Galerie Vyšehrad, Praha
- 2008 Jilemničtí, Městské muzeum v Hořicích v P.